# Charles Fellows

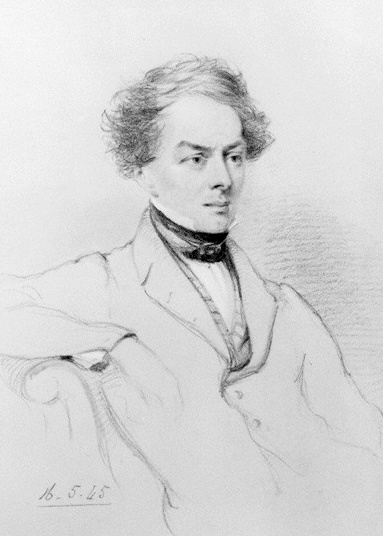
Charles Fellows

Sir Charles Fellows (* August 1799 in Nottingham; † 8. November 1860 in London) war ein britischer Forschungsreisender und Archäologe.

## Leben
1838 reiste Fellows nach Kleinasien und bereiste als erster Wissenschaftler das antike Lykien, wo er u. a. Xanthos wiederentdeckte. Seine Entdeckungen erregten in England großes Aufsehen und 1839 erfolgte eine zweite Reise. Seine Wiederentdeckung von Pinara wird von einzelnen Quellen auf 1840 datiert. Im Mai desselben Jahres beschrieb Fellow auch als erster die römische Brücke bei Limyra, eine der ältesten Segmentbogenbrücken der Welt. Durch Erlaubnis eines Ferman des osmanischen Sultans war es ihm auf seiner dritten Reise 1841–42 möglich, zahlreiche lykische Antiken ins British Museum in London transportieren zu lassen, so unter anderem das Nereiden- und das Harpyienmonument. 1845 wurde er als Knight Bachelor („Sir“) geadelt.

## Schriften
- A Narrative of an Ascent to the Summit of Mount Blanc, of the 25th July, 1827. 1827
- A Journal written during an Excursion in Asia Minor. 1839 (archive.org)
- An Account of Discoveries in Lycia, being a Journal kept during a Second Excursion in Asia Minor. 1841 (Digitalisat Bay. Staatsbibliothek = Volltext in der Google-Buchsuche)
- The Inscribed Monument at Xanthus. 1842 archive.org
- The Xanthian Marbles, their Acquisition and Transmission to England. 1843 (Digitalisat, UB Heidelberg)
- An Account of the Ionic Trophy Monument excavated at Xanthus. 1848 (Digitalisat, UB Heidelberg)
- Travels and Researches in Asia Minor, more particularly in the Province of Lycia. 1852 (Digitalisat, UB Heidelberg)
  - deutsch: Ein Ausflug nach Kleinasien und Entdeckungen in Lycien. 1853 (Volltext in der Google-Buchsuche)
- Coins of Ancient Lycia before the Reign of Alexander, with an Essay on the Relative Dates of the Lycian Monuments in the British Museum. 1855 (Digitalisat Bay. Staatsbibliothek)